# Bulilimamangwe
Koordinaten: 20° 30′ S, 28° 0′ O
Der Bulilimamangwe Distrikt war ein Distrikt in Simbabwe, in der Provinz Matabeleland South. Er wurde 2002 formell und 2003 letztendlich in die Distrikte Bulilima, Mangwe Rural und den Urbanen Distrikt Plumtree (Mangwe Urban) aufgespalten.